# Tetraplaria pedunculata
Tetraplaria pedunculata är en mossdjursart som först beskrevs av William MacGillivray 1895.  Tetraplaria pedunculata ingår i släktet Tetraplaria och familjen Tetraplariidae. Inga underarter finns listade i Catalogue of Life.